# نبرد قرقر

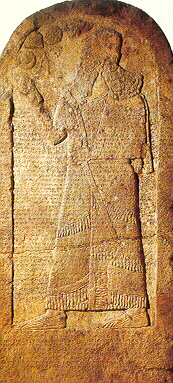
تک سنگ یا استل کورخ شلمنسر سوم که جنگ قرقر را روایت می‌کند.

نبرد قَرقَر یا کرکر (کرکر، Qarqar, Karkar, Carcar) نبردی بود که در قَرقَر در شمال غرب سوریه امروزی در سال ۸۵۳ پیش از میلاد بین شلمنسر سوم پادشاه آشور از یک سو و سپاهی بزرگ از هم‌پیمانان سوری، فینیقی، اسرائیلی، (و به تعبیری حتی کیلیکی و مصری) از سوی دیگر درگرفت.
اهمیت این نبرد یکی از این جهت بود که شمار سربازان و ادوات و ابزار جنگی شرکت‌کننده و به کاررفته در آن از همهٔ جنگ‌های پیش از آن بیشتر بود و دیگر این که برخی از قبایل و اقوام برای نخستین بار در این نبرد وارد صحنهٔ تاریخ شدند، مانند اعراب که با شترهای یک کوهانه و تندرو خود در این جنگ شرکت کردند.
کشورگشایی آشوری‌ها در سوریه در فاصلهٔ سال‌های ۸۵۴ و ۸۴۶ پ. م. صورت گرفت و سرانجام سوریه به تصرف پادشاه آشور درآمد.

## دست‌اندازی‌های آشوریان به سرزمین‌های غربی
پادشاهان آشوری از مدتی پیش تهاجمات و کشورگشایی‌های خود را آغاز کرده بودند، آشور-دان دوم (۹۳۴–۹۱۲ پ. م) - که نخستین پادشاه دورهٔ آشور نو است و شاید به نوعی بتوان وی را شالوده افکن امپراتوری آشور نو نامید - در طول دورهٔ سلطنتش مقدمات تبدیل آشور به یک قدرت و امپراتوری جهانی را فراهم ساخته بود، وی یک سری اقدامات در راستای کامیابی و شکوفایی اقتصادی و تجاری آشور به انجام رساند، لشکرکشی‌های تنبیهی موفقی در خارج از مرزهای آشور در تمام جهات جغرافیایی به عمل آورد و آرامی‌ها و سایر مردمان قبیله‌ای اطراف مرزهای آشور را یک گوشمالی حسابی داد. وی برای بازسازی آشور، از تور ابدین تا کوهپایه‌های آن سوی اربیل در تمام ایالت‌ها دفاتر و تشکیلات دولتی ایجاد کرد و در همهٔ کشتزارها و مزارع، گاوآهن کار گذاشت، اقدامی که باعث تولید بی‌سابقه و رکورد شکن غلات و حبوبات و در نتیجه ترقی و شکوفایی اقتصادی کشور شد.
پس از درگذشت وی، پسرش آداد-نراری دوم (۹۱۲–۸۹۱ پ. م) به سلطنت رسید. او مناطقی را که قبلاً فقط به‌طور صوری و ظاهری تحت استیلا و تابعیت آشور بودند، به‌طور کامل و به معنای واقعی کلمه تحت کنترل درآورد و آرامی‌ها و نوهیتی‌ها و هوری‌ها ی دردسرساز را به مناطق و نقاط دور تبعید کرد، وی در مصاف با بابلیان نیز موفق بود و علاوه بر آن به غرب لشکرکشی کرد و شهر آرامی نصیبین را اشغال کرد و در برقراری ثبات در حوزهٔ رود خابور کوشید.
جانشین وی توکولتی-نینورتای دوم هم (۸۹۰–۸۸۴ پ. م) به راه پدر خویش رفت و سعی در اعتلای آشور نمود.

## دورهٔ حکومتآشور-ناصیر-پال دوم

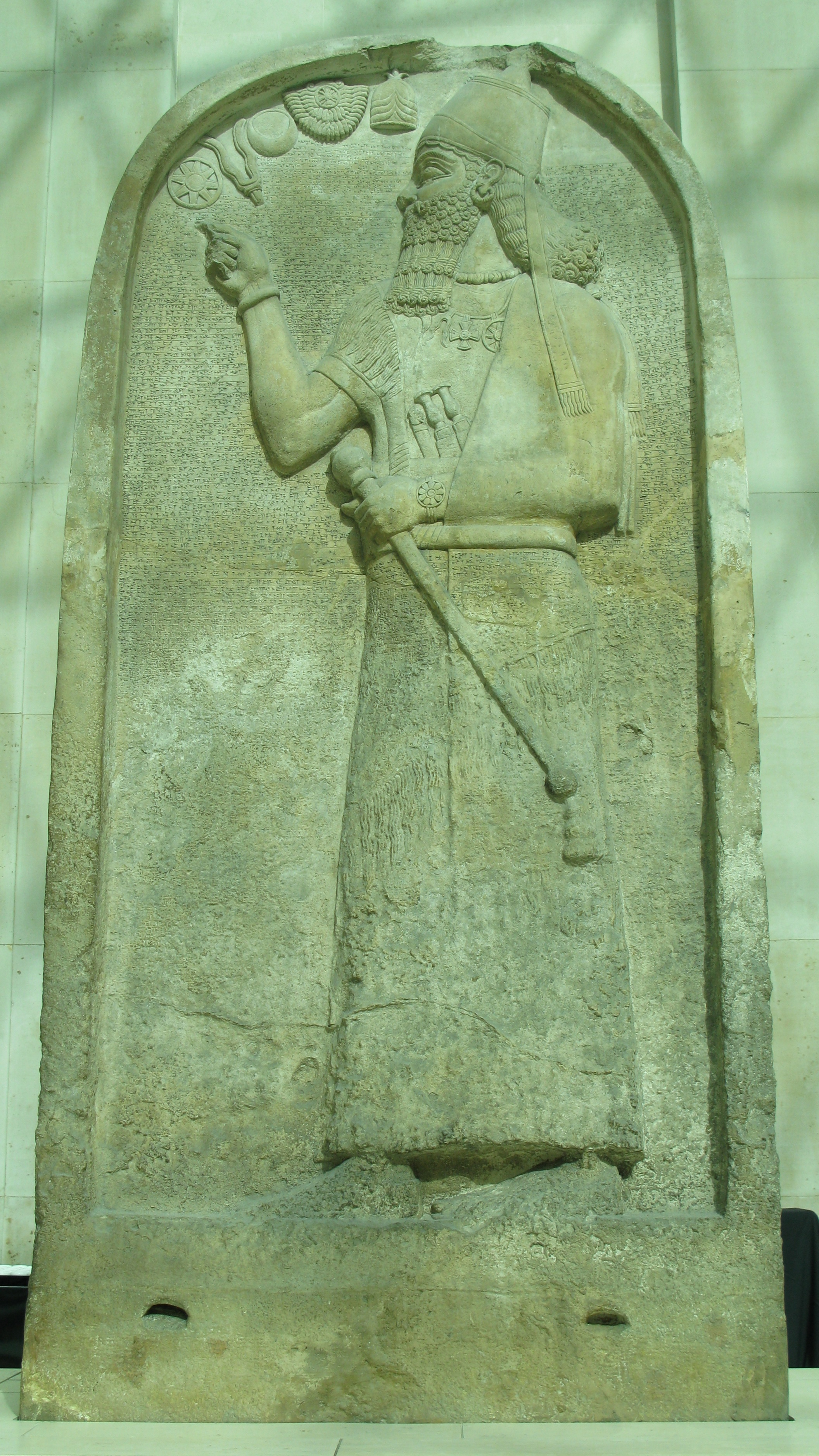
استل یا ستون سنگی آشور-ناصیر-پال دوم در موزه بریتانیا

دورهٔ سلطنت آشور-ناصیر-پال دوم (۸۸۳–۸۵۹ پ. م) در مقایسه با چند پادشاه قبل از او برجسته‌تر بود، وی نیز برخی از ایالات و مناطق هیتی‌ها و آرامی‌های شمال سوریه را تصرف کرد، این اقدام برای هیتیان و آرامیان غافلگیرکننده بود.
در برابر مهاجمان مقاومت صورت گرفت، اما بسیاری از شهرهای کوچکتر بی‌درنگ تسلیم شده و پرداخت خراج را تعهد کردند. آشور-ناصیر-پال از این خراج برای روغن کاری ماشین جنگی‌اش بهره برد.
گفته می‌شود که سپاه آشوری در این جنگ‌ها روزی سی تا چهل کیلومتر راهپیمایی میکرد و حتی به دریای مدیترانه هم رسید و آشور-ناصیر-پال شمشیرش را در آب دریا شست و در آنجا برای ایزدان قربانی کرد. اما با این همه این جنگ‌ها و لشکرکشی‌های آشور-ناصیر-پال موقتی و زودگذر بودند و وی در مجموع نتوانست سلطهٔ درازمدت و پایداری در این مناطق داشته باشد، در واقع اهمیت دورهٔ آشور-ناصیر-پال بیشتر از بابت ساختن و آراستن شهر متروکه کلخو (نیمرود باستان شناسان، کالاح، کلهو، کال در عربی، کاله) بود که آن را پایتخت خود قرار داد.

## شلمنسر سوم

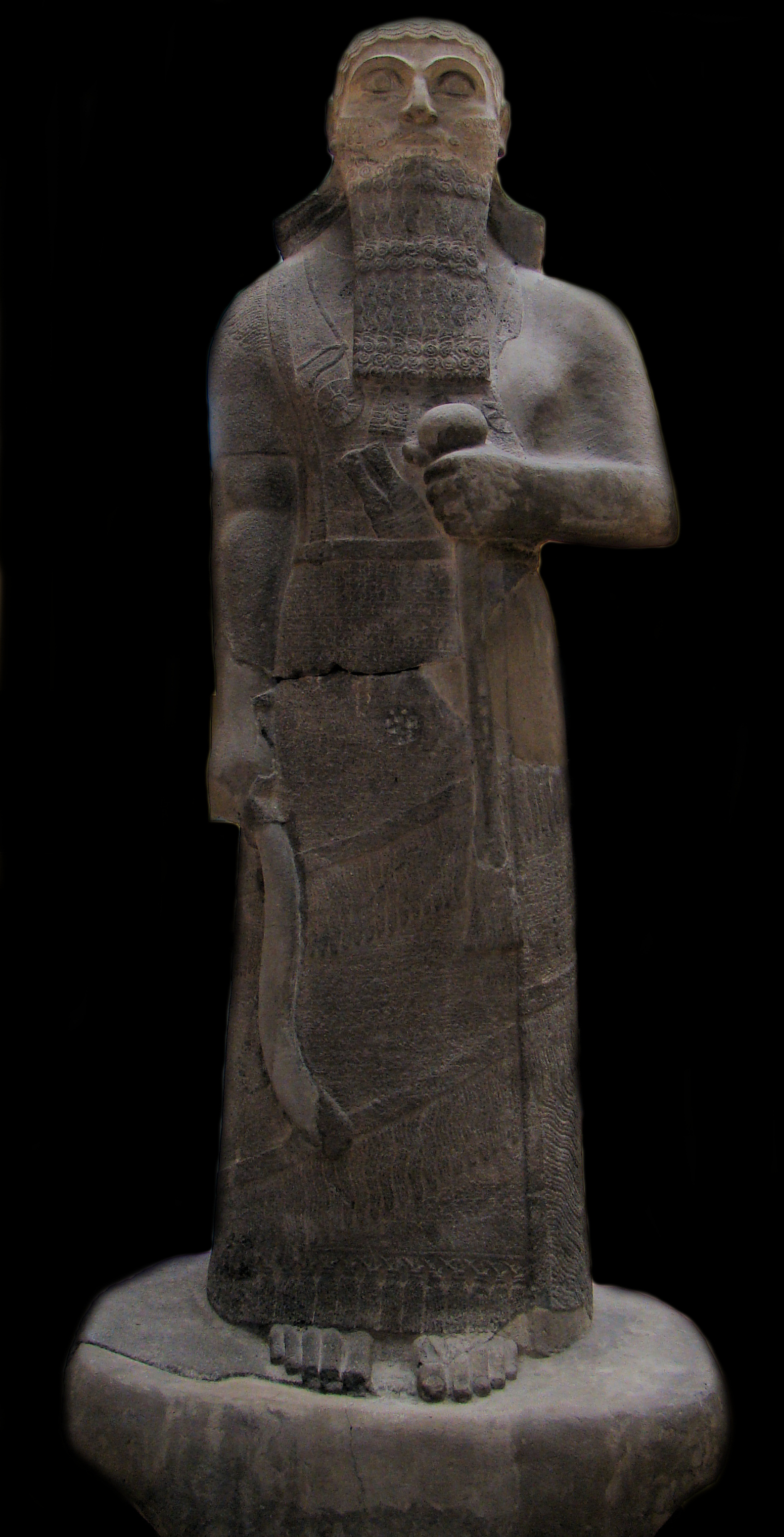
شلمنسر سوم

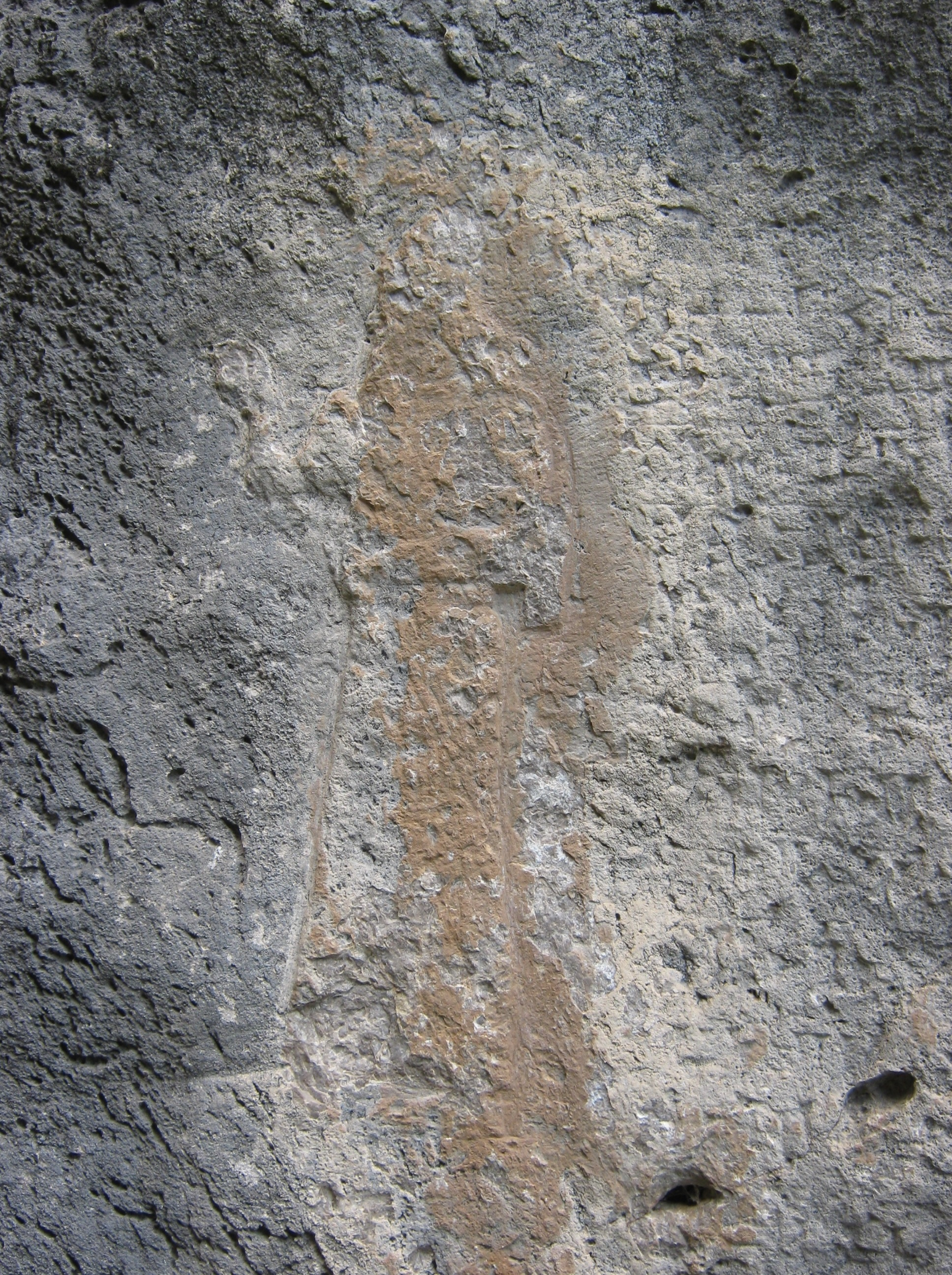
نقش برجسته‌ای که به دستور شلمنسر سوم بر روی سنگ ایجاد شده‌است.

شلمنسر سوم (۸۵۸–۸۲۴ پ. م) جنگجوی قابل و معروفی بوده‌است و در زمان او بود که نبرد معروف قرقر اتفاق افتاد. وی پسر آشور-ناصیر-پال بود و پس از وی به حکومت رسید. شلمنسر در سال ۸۵۷ پ. م. به غرب لشکرکشی کرد و به رشته کوه‌های آمانوس (در ازمنهٔ باستان آمانوس می‌گفتند، این رشته کوه در جنوب ترکیه قرار دارد و امروزه کوه‌های نور یا رشته کوه نور نامیده می‌شود(و سواحل دریای مدیترانه رسید. وی سال بعد (۸۵۶ پ. م) آشوریان را در این سرزمین ساکن کرد. این اقدام وی نه تنها باعث ثبات بیشتر منطقه نشد، بلکه به تنش‌ها و اختلافات دامن هم زد و سایر دولت‌شهرها و پادشاهی‌ها در غرب، اتحادیه‌ای دفاعی در برابر آشوریان تشکیل دادند. در رأس این اتحاد، هاداد-زر پادشاه دمشق، ایرهولنی حاکم حماه و آخاب پادشاه اسرائیل قرار داشتند.
به نظر می‌رسد که این متحدین تلاش کرده‌اند تا در حدود آشور نفاق و تفرقه بیندازند و باعث مناقشه شوند، البته از این بابت مطمئن نیستیم، اما تک‌سنگ کورخ که منبع اطلاعاتی اصلی و عمدهٔ ما دربارهٔ نبردها و لشکرکشی‌های غربی شلمنسر سوم می‌باشد، به شورش فردی به نام گیامو در درهٔ رود بالیک اشاره می‌کند. با این حال، گویا خود شلمنسر تمایل به جنگیدن از خود نشان می‌داده تا به‌طور قطعی تعیین کند که به اصطلاح چه کسی رئیس است. او پس از رؤیت شدن ماه کامل در ماه ایار چنان‌که معمول بود، در سالی که دایان آشور سپهسالار آشوری لیمو بود، از نینوا حرکت کرد، از طریق مقایسه دانسته می‌شود که این هنگام، بهار سال ۸۵۳ پیش از میلاد بوده‌است.
قشون به سمت غرب حرکت کرد و نخستین رویارویی آن با دشمنان در درهٔ رود بالیک صورت گرفت، یعنی جایی که گیامو قدرت را قبضه کرده بود.
موفقیت با طرف آشوری بود، یکی از کتیبه‌های شلمنسر می‌گوید که: آنها با شمشیرهای خودشان، گیامو، رهبر و سرورشان را کشتند. اما در کتیبه‌ای دیگر حدود ۱۵ سال بعد، شلمنسر ادعا می‌کند که خودش گیامو را به قتل رسانده‌است. قشون پادشاه فاتح در شهر کارکمیش از رود فرات گذشت، کتیبه‌های شلمنسر، نام این شهر را کار-شلمنسر گفته‌اند. در پیترو، پادشاه سفیران و فرستادگان ملیدو، گورگوم، کوموهی (کوماگنه)، کارکمیش، آرپاد و حلب را که وفاداری خود را نسبت به پادشاه آشور اعلام می‌داشتند، دریافت کرد. مهم تر از اینها، نمایندگان اراضی ای که اخیراً در غرب به تصرف آشور درآمده بودند، یعنی سمعال و پاتینا به حضور پادشاه بار یافتند.
قشون آشور در ادامهٔ لشکرکشی خود (به گونه‌ای که معلوم ماست) به هالمان (یا حلب) رسید، گفته می‌شود که شهر به سمعال تعلق داشت که قبلاً اظهار انقیاد کرده و تسلیم شده بود، ولی شلمنسر تسلیم شدن آن را به صورت رخدادی ویژه یاد می‌کند.
پادشاه آشور به ارگ شهر صعود کرد، برای ادد قربانی داد و به سمت جنوب غرب ادامهٔ مسیر داد و به حماه که اولین پادشاهی عضو اتحاد ضدآشوری بود، حمله کرد. آشوری‌ها با چپاول و غارت کردن اطراف سعی کردند دشمنانشان را به جنگ وادارند. شلمنسر می‌گوید:
به سوی شهرهای (شاه) ایرهولنی حماتی روی آوردم، آدنو، پارگا و آرگانا شهرهای باشکوه و معظمش را تسخیر کردم، اسیران، اشراف و اعاظم و دارایی‌های قصرش را به چنگ آوردم و آنها را انتقال دادم، به کاخ‌هایش آتش زدم.
بی گمان این رفتار-نسبتاً خشن در ازای مقاومتی بوده که فرمانروای مزبور از خود نشان داده‌است، هر چند که خشونت برای پادشاهان آشور امری عادی و معمولی تلقی می‌شود.
قشون آشور به سمت دریای مدیترانه حرکت کرد و شهر قرقر که در ساحل رود عاصی قرار داشت، هدف بعدی چپاول و غارت‌های سپاه آشور شد. پس از تصرف و غارت این شهر بود که آشوری‌ها با سپاهیانی بی‌شمار از دشمن روبرو شدند: اتحادیهٔ پادشاهان به‌طور جدی تصمیم به مقابله گرفته بودند.

## جنگ قرقر

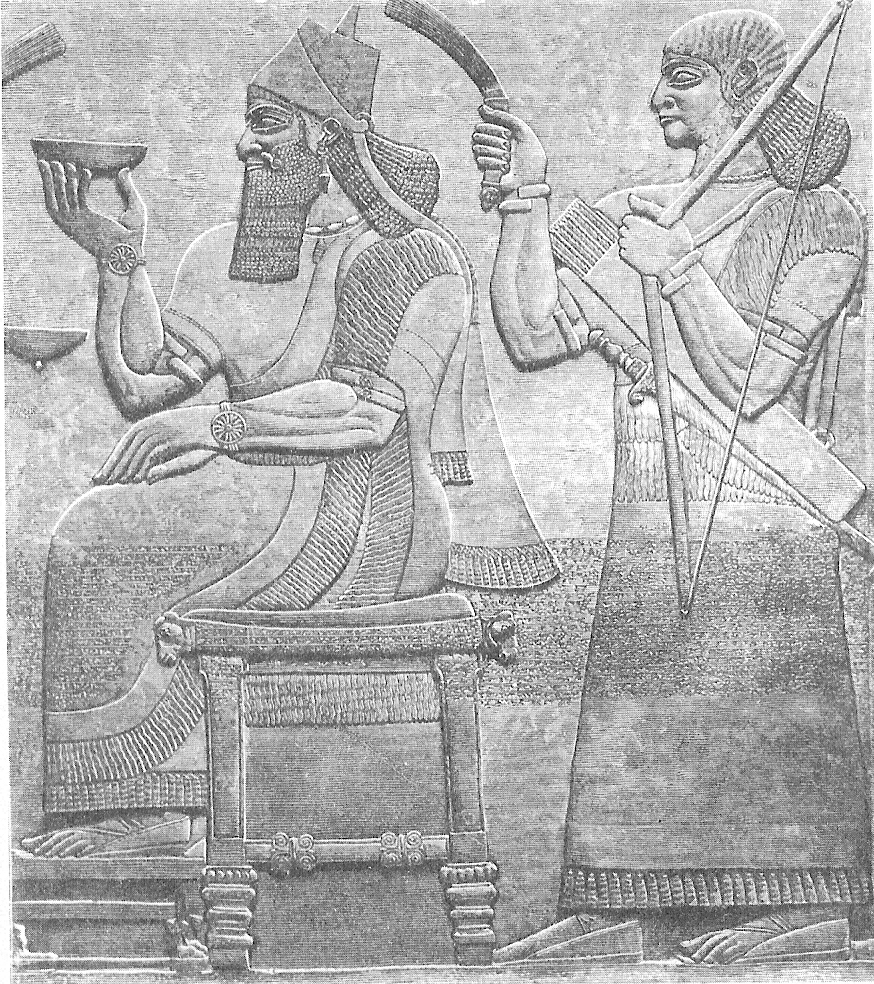
آشور-ناصیر-پال دوم بر تخت سلطنت

شلمنسر در تک‌سنگ کورخ نبرد مزبور را اینگونه توصیف می‌کند:
من منهدم کردم، با خاک یکسان کردم و سوزاندم شهر کرکر (قرقر) را، آن شهر باشکوه و مجلل را، 
 (سپس شروع به برشمردن نیروهای متخاصم به شرح زیر می‌کند:)
۱-هاداد-زر پادشاه دمشق ۱۲۰۰ ارابهٔ جنگی، ۱۲۰۰ سواره نظام و ۲۰۰۰۰ سرباز آورده بود.
۲-ایرهولنی شاه حماه ۷۰۰ ارابهٔ جنگی، ۷۰۰ سواره نظام و ۱۰۰۰۰ سرباز آورده بود.
۳-آخاب (آحاب) پادشاه اسرائیل ۲۰۰۰ ارابه و ۱۰۰۰۰ سرباز آورد.
۴-سرزمین Kur Gu-a-a [که بعضاً آن را با Que در کیلیکیه منطبق می‌کنند] ۵۰۰ سرباز فرستاد.
۵-سرزمین Kur Mu-us-ra [که برخی آن را با مصر یکی دانسته‌اند، اما احتمالاً جایی نزدیک Que بوده‌است]۱۰۰۰ سرباز فرستاد.
۶-سرزمین ایرکاناتا ۱۰ ارابهٔ جنگی و ۱۰۰۰۰ سرباز فرستاد.
۷-ماتینو باعال حاکم آرواد ۲۰۰ سرباز فرستاد.
۸-سرزمین اوساناتا (اوسانات) (در منطقهٔ جبله در لبنان) ۲۰۰ سرباز فرستاد.
۹-آدون-باعال از سرزمین شیانو [در منطقهٔ جبله لبنان] ۳۰ ارابه فرستاد.
۱۰-گیندیبو پادشاه اعراب ۱۰۰۰ شتر یک کوهانه [شتر ویژهٔ سواری، شتر تندرو] و شترسوار فرستاد.
۱۱-بائاسا پادشاه آمون ۱۰۰ سرباز فرستاد [این که آیا ben Ruhubi است یا Bit-Ruhubi مشخص نیست، در ضمن این هم معلوم نیست که در صورتی که ben Ruhubi باشد، آیا Ruhubi هم مانند پسرش پادشاهی کرده یا نه، حتی در برخی منابع باستان شناختی به صورت Beth-Rehob خوانده شده‌است.]
این دوازده پادشاه را او به هم پیمانی خود برگرفت، آنها علیه من برای جنگ و نزاع آمدند.
دراینجا چند مسئله پیش می‌آید: یکی اینکه شلمنسر می‌گوید «دوازده پادشاه»، ولی یازده حکمران را می‌شمارد، چند توجیه مختلف برای این مسئله آورده شده‌است، یکی این که در نظر بگیریم که آخرین پادشاه نام برده شده بر دو شهر حکومت می‌کرده، یعنی بائاسا هم شاه آمون بوده و هم شاه بیت-روهوبی، اگرچه این دو سرزمین بوسیلهٔ دمشق از هم جدا می‌شوند، احتمال و ظن دیگر عبارت است از این که شهر قرقر دوازدهمین سرزمین و پادشاهی بوده که در این هنگام، قبل از این که جنگ بزرگ و اصلی دربگیرد، بوسیلهٔ آشوریان تاراج و ویران شده بوده و به همین علت نمی‌توانسته در جنگ شرکت کند و از همین رو شلمنسر از دوازده پادشاهی سخن می‌گوید و حال این که کرکر به علت یاد شده در بالا دیگر نمی‌توانسته با آشوریان درافتد، اگرچه کرکر احتمالاً پادشاهی مستقلی نبوده‌است، محتمل‌ترین توجیه برای این مسئله این است که بگوییم عدد دوازده در اینجا تنها جنبهٔ نمادین و سمبولیک دارد و منظور از آن واقعاً «عدد دوازده» نیست.

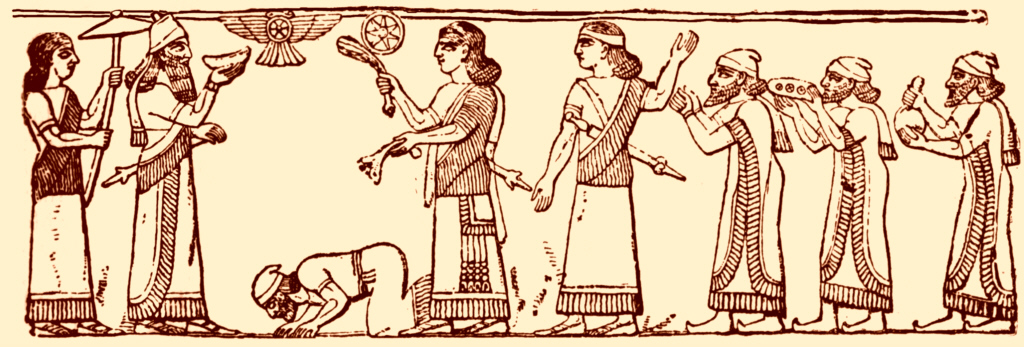
شاه یهودیه اسرائیل در حال سجده و خاکبوسی در پیش شلمنسر سوم

مسئلهٔ دیگر این که متن از شهری به نام Gu-a-a سخن می‌گوید و برخی از دانشمندان تصور می‌کنند که منظور از آن شهر کوئه است (یکی از سرزمین‌های کم ارتفاع شرق کیلیکیه)، برخی دیگر نیز تصور می‌کنند که املای کلمه اشتباه نوشته شده و باید نوشته می‌شد Gu-bal-a-a که همان بیبلوس باشد، آن‌ها (یعنی گروه دوم دانشمندان) می‌گویند که منطقی تر است که تصور کنیم آن شهر بیبلوس بوده، چون از لحاظ جغرافیایی به ذهن نزدیک تر می‌آید.
شلمنسر جنگ را با عبارات کلیشه‌ای و همیشگی پادشاهان آشوری وصف می‌کند، می‌گوید که به یاری قدرت برتری که آشور اربابش به او داده و سلاح‌های قدرتمندی که در اختیارش نهاده شده‌است، با دشمنانش جنگیده و آنان را از شهر قرقر تا شهر گیلزائو شکست داده‌است و ۱۴۰۰۰ تن از مردان جنگی آنان را به قتل رسانده‌است، می‌گوید:
مانند آداد سیلی ویرانگر بر آنان فرو ریختم، با اجسادشان دشت را پوشاندم، زمین برای جا دادن اجساد آنان بسیار کوچک بود، به همین دلیل دشت و صحرای عریض و پهناور مورد استفاده قرار گرفت و اجساد را در آنجا دفن کردند. رود عاصی را با اجساد مردگان آنان انباشتم و جریان رود سد شد [؟!]، در میان جنگ و پیکار، ارابه‌های جنگی و دستهٔ اسبان آنان را بربودم.
در اینجا روایت استل کورخ قطع می‌شود، این مسئله و اینکه اغلاط املائی فراوانی در متن به چشم می‌خورد، نشان می‌دهد که استل مزبور می‌بایستی به سرعت و بدون فوت وقت تهیه و ساخته شود، باید یرای هر فردی که ممکن بود طور دیگری بیندیشد، این مسئله روشن می‌شد که پادشاه آشوری‌ها پیروزی درخشان و بزرگی به دست آورده‌است، اما حقیقت ممکن است متفاوت بوده باشد، به نظر می‌رسد که نبرد کرکر قطعی نبوده، چرا که شلمنسر در سال‌های آتی هم مرتباً با همسایگان غربی آشور در حال پیکار بوده‌است. حتی مخالفان و دشمنان شلمنسر پس از نبرد کرکرهمچنان به سمت پادشاه در دولت شهرهای خود باقی بودند، به غیر از آخاب اسرائیلی که اندکی بعد از این نبرد، در یک نبرد دیگر (که ربطی به جنگ کرکر نداشت) کشته شد.
ده سال بعد، شلمنسر برای بار سوم دستور به انشای سالنامه‌هایش داد، داستان مبارزهٔ ۸۵۳ پ. م. خلاصه شد، و تعداد دشمنان کشته شده این بار ۲۵۰۰۰ نفر نوشته شد و ما اطلاع پیدا می‌کنیم که پادشاه آشور سوار کشتی‌ها شده و دریانوردی نموده‌است.
منابع آشوری می‌گویند که تعداد سربازان آشوری شرکت‌کننده در این جنگ ۱۰۰٬۰۰۰ نفر بوده‌اند، اما دانشمندان امروزی تصور می‌کنند که کمتر از این بوده باشد، اتحادیهٔ مخالف پادشاه آشور هم بنا به آمار و ارقامی که منبع آشوری به دست می‌دهد، ۶۳٫۰۰۰ سرباز پیاده‌نظام، ۴۰۰۰ ارابهٔ جنگی، ۲۰۰۰ سواره نظام و ۱۰۰۰ شتر داشته‌است.
منبع آشوری می‌گوید تلفات آشوریان ۶۶۰۰۰ نفر بوده و این رقم در اردوی مخالف عبارت بوده از ۵۸۰۰۰ پیاده‌نظام و ۱۵۸۰ سواره نظام.

## پس از نبرد قرقر و پیامدهای آن نبرد
در سال‌های پس از جنگ کرکر، جنگ باهمسایگان غربی ادامه پیدا کرد و حتی به آرپاد و کارکمیش هم کشیده شد. شلمنسر در ۸۴۹ پ. م. مجبور شد با کارکمیش و آرپاد بجنگد، یعنی شهرهایی که در ۸۵۳ پ.م به شاه وفادار بودند و علیه هیئت ائتلافی شهرها عمل می‌کردند. در نبردی که در ۸۴۵ پ. م. رخ داد، گروه ائتلاف شهرها از کارکمیش و ارپاد کمکی دریافت نکردند و این بار به نظر می‌رسد که پیروزی قطعی و حتمی بوده باشد، چون که دو شهر مزبور دیگر هیچ‌گاه عضو ائتلاف شهرها نشدند.
در جنگی که در سال ۸۴۱ پ. م. روی داد، گویا هیئت ائتلاف شهری دیگر وجود نداشت، چون که آشوریان با هزاعل پادشاه دمشق درگیر شده‌اند.
به این ترتیب اتحادیهٔ شهرهای موتلف چند سال پس از تشکیل آن از هم پاشید، چرا که قرار بود که سلطهٔ آشور در سوریه تا دو قرن ادامه داشته باشد.
نبرد کرکر نبردی قطعی و حتمی نبود، اما اکنون که ما پس از گذشت قرن‌ها برمی گردیم و به گذشته نگاه می‌کنیم، می‌بینیم که شروع پایان استقلال سوریه بود، در ۸۳۳ پ. م. شلمنسر دستور داد که مجسمه‌ای از او نزدیک یکی از دروازه‌های شهر آشور ساخته و نصب شود، کتیبه‌ای که بر آن نوشته شد، از عملیات جنگی و لشکرکشی‌های شلمنسر در سراسر شرق شناخته شدهٔ آن روزگار سخن می‌گوید، اما هنگامی که نوبت به مناطق غربی می‌شود، کتیبه تنها از دو نبرد نام می‌برد: «نبرد کرکر» و «حملهٔ اول به دمشق». هنگامی که شلمنسر درگذشت، توانسته بود سوریه، فینیقیه و بخشی از سرزمین‌های یهودی‌نشین را فتح کند.